# Saint-Sulpice-les-Bois
Saint-Sulpice-les-Bois ist eine französische Gemeinde mit 78 Einwohnern (Stand 1. Januar 2022) m Département Corrèze in der Region Nouvelle-Aquitaine.

## Geografie
Die Gemeinde liegt im Zentralmassiv auf dem Plateau de Millevaches und somit auch im Regionalen Naturpark Millevaches en Limousin.
Tulle, die Präfektur des Départements, liegt ungefähr 70 Kilometer südwestlich, Égletons etwa 30 Kilometer südwestlich und Ussel rund 20 Kilometer südöstlich.
Nachbargemeinden von Saint-Sulpice-les-Bois sind Sornac im Norden, Saint-Germain-Lavolps im Osten, Meymac im Süden Chavanac im Westen sowie Millevaches im Nordwesten.

### Verkehr
Der Ort liegt ungefähr 20 Kilometer nordwestlich der Abfahrt 23 der Autoroute A89.

## Wappen
Beschreibung: In Gold ein blaues Ankerkreuz und oben rechts  rot-goldene geschacht im Ort.
Symbol: Das rot-gold Geschachte ist ein Hinweis auf das Haus Ventadour.

## Einwohnerentwicklung
| Jahr      | 1962 | 1968 | 1975 | 1982 | 1990 | 1999 | 2007 | 2016 |
| Einwohner | 60   | 101  | 102  | 79   | 71   | 53   | 69   | 84   |

## Sehenswürdigkeiten
- Die Kirche Saint Jacques, ein Sakralbau aus dem 13. Jahrhundert[2].
- Das Moor von Longéroux, ein 8000 Jahre altes Moor auf dem Plateau de Millevaches mit einer Größe von 255 ha[3][4].